# Eugène Terre'Blanche
Eugène Ney Terre'Blanche (n. 31 ianuarie 1941, Ventersdorp – 3 aprilie 2010, Ventersdorp) a fost un bur (locuitor de rasă albă și limbă afrikaans) din Africa de Sud. El a întemeiat, pe 7 iulie 1973, Afrikaner Weerstandsbeweging (AWB) („Mișcarea de rezistență afrikaner”), formațiune politică având ca scop impunerea supremației persoanelor de rasă albă, în perioada regimului de apartheid din acea țară, dar și recent, odată cu recrudescența organizației. El a fost omorât în somn, se pare că de către doi angajați ai săi. A fost până la moarte un militant ardent pentru secesiunea populației de rasă albă din Africa de Sud și formarea unui stat separat, pe baze rasiale, în sudul continentului african.